# Hantec
Le hantec est un dialecte spécifique à Brno, issu à la fois de la langue tchèque telle que parlée en Moravie et de langues d'autres résidents de Brno, dont des Allemands et des Juifs.

## Histoire
Les rudiments datent des années 1920-1940, mais il semblerait que des rudiments apparurent au XIXe siècle, quand Brno était austro-hongroise, d'où les mots d'origine allemande. Après 1989, le hantec a été enrichi de mots d'origine anglaise par les adolescents tchèques.

## Quelques mots courants en hantec
- Bonjour : Džusbls
- Bière : škopek
- Merci : díkec
- Tram : šalina ou šmirgl
- Police : švestky
- Bassin de retenue : prygl
- Miroir : špígl (allemand Spiegel)